# Центр тиску
Центр тиску — точка тіла, до якої прикладено рівнодійну сил тиску в потоці рідини або газу.

## Аеродинаміка літаків
Для крила центр тиску (аеродинамічний центр) — це точка перетину лінії дії аеродинамічної сили з площиною хорд крила. В загальному випадку положення центру тиску зміщується до передньої крайки крила зі збільшенням кута атаки. Існує форма профілю з постійним центром тиску, для якого положення центру тиску при зміні кута атаки лишається незмінним.
Для прямокутного крила центр тиску знаходиться на відстані приблизно 1/4 довжини хорди від передньої крайки. При русі з надзвуковою швидкістю центр тиску зміщується в бік задньої крайки крила до 1/2 довжини хорди, що пов'язано зі значною пружність повітря.
Незбіг центру жорсткості з центром тиску крила може викликати флаттер крила.

## Аеродинаміка вітрил
Парус є подібним до крила за принципом роботи, проте через своє розташування штовхає корабель не вгору, а вперед. Центр тиску (у випадку паруса він також називається центром парусності) знаходиться у центрі мас парусу. У випадку трикутного паруса він розташований на висоті 1/3 від загальної висоти щогли. Вплив вітру на парус можна врахувати, замінивши у моделі парус еквівалентним тросом, прив'язаним у точці центру тиску, що тягне судно в сторону, перпендикулярну до площини парусу. При цьому, корпус судна також відчуває силу опору з боку води — переважно, вбік. Оскільки корпус знаходиться значно нижче парусу, утворюється пара сил, що намагаються завалити корабель, збільшуючи його крен.